# 高木美嘉
高木 美嘉（たかき みか、2010年11月23日 - ）は、日本の子役、キッズモデル。茨城県水戸市出身。Bright所属。

## 略歴
2014年、イベントファッションショーモデルとして活動開始。2014年、フリーランスとして日立ライフ（VP）で映像デビュー。その後、Brightに所属。

## 出演

### テレビドラマ
- 早子先生、結婚するって本当ですか？（2016年4月21日-6月16日、フジテレビ） ‐ 守山風子（幼少期）役
- NHK BS時代劇　剣樹抄〜光圀公と俺〜（2021年11月5日-12月24日） ‐ 拾人衆役

### テレビ
- 優しい人なら解けるクイズやさしいね（2016年07月19日、フジテレビ）再現VTR ‐ 娘役
- 幸せ!ボンビーガール（2016年12月20日、日本テレビ）再現VTR ‐ スペシャルゲスト妹役
- NHKスペシャル 「MEGAQUAKE 南海トラフ大地震Ｘデーに備えろ」（2018年9月1日、NHK） ‐ 鈴木沙理役
- ザ！世界仰天ニュース  地味に痛い体験2時間SP（2019年6月25日、日本テレビ）再現VTR ‐ 娘役

### CM
- ユーワ「フルーツ青汁／乳酸菌青汁」（2017年） ‐ 出演兼ボイスキャスト
- アクサ生命（2017年）
- 中古車ガリバー（2017年）‐ 出演兼テーマソングコーラス
- 明治プロビオヨーグルトR-1「体調第一家族みんなR-1」篇（2017年）
- カリスマジャパン（2018年）
- SoftBank ギガ国物語「はじまり」篇 （2019年）
- ECCジュニア 「道しるべ」篇、「アリエルのように」篇 （2019年）
- AOKI 洗えるスーツ（2020年）

### WEB CM
- 日立ライフ「分譲マンション・アネージュ鮎川」（2014年12月25日） ‐ 娘役
- リクルート北関東マーケティング「ありたい姿」（2015年3月29日）
- クリーニング専科 （2015年9月25日）‐ 主人公（幼少期）役
- 感写スタイル（2015年12月7日）‐ 主人公（幼少期）役
- 日立ライフ「分譲マンション・アネージュ笹野エスペリア」（2016年6月30日）‐ 娘役
- RompBabyのあんしんな食器（2017年）‐ 娘役
- あくびコミュニケーションズ（2017年）‐ 娘役
- 神谷コーポレーション「フルハイトドアのある家」（2017年5月1日）‐ 娘役
- 日立ライフ「フィットネスクラブ スパーク千代田」親子篇（2018年8月8日） ‐ 娘役
- SARAYA「天然甘味料 ラカントS 」（2018年8月8日） ‐ 娘役
- GROOVE X 「家族型ロボット LOVOT」（2018年12月18日）  ‐ 娘役
- ドリームエリア「児童見守りGPSサービス  みもり」総集篇、親子げんか篇（2019年3月6日） ‐ 娘役
- HONDA「電動ビジネススリーター GYRO e:」（2019年10月23日） ‐ 娘役
- 茨城トヨペット ブランディングムービー（2020年1月3日） ‐ 娘役

### インターネットTV
- みるきっずくらぶ（2017年）

### DVD
- 口裂け女vsカシマさん2（2018年2月2日） ‐ 羽住沙羅（幼少期）役

### 映画
- 闇金ドッグス6（ 2017年8月5日公開、AMGエンタテイメント） ‐ 女の子 役
- 猫カフェ（ 2018年5月3日公開、パル企画） ‐ 津田沙世（幼少期）役
- 夜明け（2019年1月18日公開、マジックアワー） ‐ 成田あさ役

### 自主制作映画
- ピリオド（2017年11月25日公開、短編）‐ ヒロイン（幼少期）役
- 虫がママって言った（2018年1月18日公開、短編）‐ メイン女の子役
- 異邦人（カミュ原作）（2019年6月30日公開、短編）娘役
- 地元ピース！栃木篇「ブースト」（オムニバス）（2020年6月1日）‐ 主人公・マチコ（幼少期）役
- 片瞑り（かたつむり）（2021年9月4日公開、短編）‐ ミカ役
- 映画「シャーマンの娘」（2021年9月18日公開）‐ 主人公・赤星海花（木原渚さん）幼少期役

### ミュージックビデオ
- 六道寺恵梨「CrystalSky」（2017年4月14日）‐ 主人公（幼少期）役
- DAMY「世界は回る」（2017年10月8日） ‐ 少女役
- カミツキ「KAZOEUTA」（2017年12月23日）‐ 主人公（幼少期）役
- ドラマストア 「グッバイ・ヒーロー」（2019年4月1日）‐ 主人公（幼少期）役
- 未完成リップスパークル 「いたずらさまーキュンラプソディ」（2019年8月2日）‐ ラブリーちゃん役
- 六道寺恵梨「優しい花」（2019年10月1日）‐ 主人公（幼少期）役

### モデル
- キムラタン2015秋（2015年）
- リトルプリンセス（2016年）
- スタジオイチエ七五三モデル（2016年）
- AERA kid's×星野リゾート共同企画　旅育パンフレット（2016年）
- ha za ma（2017年）
- 英語で預かる学童保育・プリスクール「Kid'sUP」（2017年、2018年）
- いばらきフラワーパーク（花やさと山） ウェブ、パンフレット（2021年〜）
- ホテルレイクビュー水戸 納豆朝食PR（2022年）
- 茨城デスティネーションキャンペーン キャンプ施設（2022年）

### その他
- 三信不動産販売（2016年）
- 日本ユニシス　BITS2016映像（2016年）‐ 娘役
- 大丸百貨店 300周年イベント「FlowerMirror」案内特設映像（2017年）‐ 娘役
- BOVA2017応募作品 （2017年）‐ ストリートチルドレン（メイン）役

### ステージ
- いばらきキッズステージ2014 ファッションショーモデル（2014年）
- 第１回ミス＆ミスター・ミニ・ジャパンファイナリスト（2016年）
- 水戸商工会議所主催 納豆まぜまぜ世界選手権水戸大会チャンピオン（2022年7月10日）

## 書籍

### 雑誌
- HugMug冬号「KUMONがあるぼく・わたしの毎日」（2016年）

### フリーペーパー
- いば☆らび Audi広告ページモデル（2015-2017年）

## イベント
- 映画「夜明け」の公開記念舞台挨拶（於「新宿ピカデリー」）に出席。舞台挨拶を行った[2][3][4][5]。（1月19日）
- 映画「夜明け」の公開記念舞台挨拶（於「あまや座」）に出席。舞台挨拶を行った[1]。（1月26日）